# پل اوتله
پل اوتله (Institut International de Bibliographie؛ زاده ۲۳ اوت ۱۸۶۸ درگذشته ۱۰ دسامبر ۱۹۴۴) یک دانشمند در زمینه علوم اطلاعات اهل بلژیک بود.